# Franziska Weisz
Franziska Weisz (née le 4 mai 1980 à Vienne) est une actrice autrichienne.

## Biographie
Franziska Weisz grandit à Breitenfurt bei Wien. Après sa maturité à Perchtoldsdorf, elle commence à faire des études d'administration des affaires à l'université de Vienne. En tant qu'actrice, elle fait ses débuts dans Dog Days. À côté des tournages, elle part en Angleterre étudier les relations internationales et les médias. Elle va d'abord à l'université de Leicester puis au King's College de Londres où elle obtient un master en développement et environnement. Mais après ses études, elle se consacre entièrement à sa carrière d'actrice. À la Berlinale 2005, elle reçoit la distinction de Shooting Star. Elle revient au festival de Berlin en 2010 pour présenter Le Braqueur puis en 2014 pour Chemin de croix (Kreuzweg).

## Filmographie

### Au cinéma
- 2001 : Dog Days
- 2004 : Les truands cuisinent (C(r)ook)
- 2004 : Hôtel
- 2008 : Trois jours à vivre 2
- 2009 : Das Vaterspiel
- 2009 : Distanz (de)
- 2009 : Habermann
- 2010 : Le Braqueur
- 2010 : Cours, si tu peux
- 2011 : Tage, die bleiben (de)
- 2012 : Tom und Hacke (de)
- 2012 : Unter Frauen (de)
- 2014 : Chemin de croix (Kreuzweg) de Dietrich Brüggemann

### À la télévision

#### Téléfilms
- 2002: Ich gehör dir
- 2004: Mein Mörder
- 2006: Die Geschworene
- 2006: Pas de vagues
- 2008: Puccini
- 2008: Alerte maximale (de)
- 2009: Ein halbes Leben
- 2011: Restrisiko (de)
- 2011: Schandmal
- 2011: Niemand ist eine Insel (de)
- 2011 : Le Chinois (Der Chinese) de Peter Keglevic : Maya
- 2014: Blutsschwestern (de)

#### Séries télévisées
- 2002: Julia – Eine ungewöhnliche Frau (de)
- 2003: Tatort : Der Wächter der Quelle
- 2004: Quatuor pour une enquête
- 2005: SOKO Kitzbühel (de) : Das andere Gesicht
- 2006: Mutig in die neuen Zeiten : Nur keine Wellen (Pas de vagues), Alles anders
- 2006: SOKO Donau (de) : Blind vor Liebe
- 2007: GSG9 : Missions Spéciales : L'Enfer au paradis
- 2012: SOKO Donau : Ganz unten
- 2013: Mick Brisgau (7 épisodes)
- 2013: Janus (de)